# Anne-Émilie d'Anhalt-Köthen-Pless
Anne-Émilie, née le 20 mai 1770 à Pless et morte le 1er février 1830 à Fürstenstein, est une princesse de la maison d'Anhalt, fils de Frédéric-Erdmann d'Anhalt-Pless. Elle fut l'héritière de la principauté d'Anhalt-Köthen-Pless.

## Biographie
Anne-Émilie est la seule fille de Frédéric-Erdmann (1731–1797), prince d'Anhalt-Köthen-Pless depuis 1765, et de son épouse Louise Ferdinande (1744–1784), fille du comte Henri-Ernest de Stolberg-Wernigerode.
Anne-Émilie épouse, le 21 mai 1791 à Pless, le comte Jean-Henri VI d'Hochberg (1768–1833), baron de Fürstenstein. Après la mort sans enfants des frères d'Anne-Émilie, Frédéric-Ferdinand, Henri et Louis, la principauté de Pless revient à son fils Jean-Henri X d'Hochberg en 1847.
Anne-Émilie est une amie intime de Charlotte Schleiermacher, sœur du philosophe Friedrich Schleiermacher et prend en charge financièrement cette famille.

## Descendants
De son mariage, Anne-Émilie a les enfants suivants:
- Louise (1804-1851), mariée en 1827 au comte Edouard von Kleist (1795-1852)
- Jean-Henri X d'Hochberg (1806-1855), comte d'Hochberg, prince de Pless, marié en 1832 à Ida de Stechow (1811-1843)

## Sources
- W. John Koch: Château de Ksiaz: Souvenirs d'un silésie, de la Noblesse, 2006, P. 18
- Alexandre de Daniels: Manuel de l'Empire allemand et Staatenrechtsgeschichte: 2, france; Bd. 3, P. 538